# Cylindropuntia fosbergii
Cylindropuntia fosbergii är en kaktusväxtart som först beskrevs av Carl Brandt Wolf, och fick sitt nu gällande namn av Rebman, M.A. Baker och Donald John Pinkava. Cylindropuntia fosbergii ingår i släktet Cylindropuntia, och familjen kaktusväxter. Inga underarter finns listade i Catalogue of Life.